# Ingeniería empresarial
La ingeniería empresarial o ingeniería de negocios es una de las ramas interdisciplinarias de la ingeniería que aplica conocimientos  científicos, tecnológicos y empresariales, y que se ocupa de la optimización de uso de recursos humanos, técnicos, informativos así como el manejo y gestión óptimos de los sistemas empresariales y servicios, evaluación de sistemas integrados aplicados en campos de personal, riqueza, conocimientos, información, producción, equipamiento, proyectos, materiales y procesos, con la finalidad de obtener productos de alta calidad o servicios útiles que satisfagan a la sociedad y con alta consideración al medio ambiente. 
Utiliza los principios, métodos del análisis, síntesis de la ingeniería y el diseño para especificar, evaluar, predecir y mejorar los resultados obtenidos de tales sistemas empresariales. Emplea conocimientos y métodos de otras ciencias y técnicas para determinar, diseñar, especificar, analizar, implementar y mejorar continuamente los sistemas empresariales. La formación profesional del ingeniero empresarial abarca varias ramas de la ingeniería tales como: Ingeniería de Procesos , Ingeniería Administrativa , Ingeniería logística , Ingeniería de Producción, Ingeniería de sistemas de información, Estadísticas, ingeniería de proyectos ,  Matemáticas , Contabilidad, Derecho empresarial, Ingeniería de seguridad , Ingeniería financiera, Ingeniería económica y  Ingeniería de calidad , la ingeniería empresarial esta estrechamente identificado en la Ingeniería de sistemas empresariales e informática Responsabilidad empresarial, Gestión financiera, Gestión empresarial, Prevención de riesgos empresariales, Seguridad y salud laboral, Marketing, Finanzas, Arquitectura empresarial, administración, gerencia general y Control de calidad, el profesional de esta área es común, reconocido en el sistema de salud de las empresas, de esta manera el ingeniero empresarial tiene un campo amplio multidisciplinaria con el conocimiento necesario y lo cual queda visto Como un ingeniero camino a ser Empresario.
La Ingeniería empresarial nació a base de las necesidad de las Empresas con el fin de desarrollar la humanidad, Profesionales con bases del conocimiento Tecnológicos, científicos y empresariales para solucionar problemas empresariales lo cual un ingeniero empresarial es como decir un médico de la empresa que afronta y busca soluciones, mejoras y crecimiento de una empresa nacional e internacional Con su misma formación tiene la capacidad de crear nuevos negocios y empresas para un nuevo mundo de competencia, emprendimientos y desarrollo de la sociedad.
Las empresas enfrentan grandes retos de crecimiento e innovación. De ahí surge la necesidad de contar con profesionales en Ingeniería Empresarial que dominen los negocios y la tecnología y orienten su trabajo a la generación de ventajas competitivas. Ser un profesional en esta rama, te permitirá desarrollar un mercado global y competitivo, identificar oportunidades para mejorar y optimizar los procesos empresariales y liderar proyectos de innovación tecnológica.
La ingeniería de negocios al poseer un enfoque integral dentro de la organización, se traduce en un alcance transversal a todas las áreas de ésta. Abarca desde el núcleo de la empresa hasta los procesos o servicios de soporte, pasando por áreas centrales como finanzas, operaciones y otras de soporte como las áreas de TI.
Se basa principalmente en la utilización de patrones, tal como propone Oscar Barros, donde se incluyen todas las actividades para desarrollar y mantener diferentes líneas de negocios, las cuales pueden ser instanciadas de forma particular para cada tipo de organización efectuando los ajustes pertinentes. Esto permite realizar generalizaciones sobre las estructuras de negocios utilizando conocimiento previo, las cuales ya incluyen el soporte respectivo, pudiendo generar modificaciones sobre esto para establecer mejoras o para desarrollar nuevas cadenas de valor o negocios. Por otro lado, la ingeniería de negocios no propone que las organizaciones deban actuar de manera mecánica y rígida por medio de la automatización, sino que deben ser capaces de adaptarse al entorno propio en el que viven, por lo cual deben existir los mecanismos necesarios para realizar correcciones dinámicas en su funcionamiento.
Esta disciplina no está basada para algún tipo de negocio o área en especial, ha sido aplicada de manera exitosa tanto para organizaciones del sector público como privado.
Entre los países que ofrecen esta carrera universitaria con la más alta calidad en educación, conocimientos y metodología y con reconocimiento a nivel mundial son: Alemania, Bélgica, Canadá, Chile, El Salvador, México, Finlandia y Perú.

## Historia
Ingeniería de Negocios es definida por Van Meel and Sol (1996) como el diseño integral tanto de la estructura organizacional como de los sistemas de información. Uno de los problemas planteados, fue la falta de desarrollo de teoría y marco metodológico que soportara esta rama. En la década del 90, Van Meel and Sol terminaron un proyecto de investigación para hacerse cargo de este problema. Un factor clave en su visión fue la de un modelamiento dinámico, una aproximación estructurada para resolver problemas de la vida real utilizando simulación.
Un esfuerzo paralelo ha sido desarrollado desde 1999 por Barros donde el énfasis está en establecer la ingeniería como una fundación para el rediseño de organismos funcionales y además del diseño de nuevos. Estas fundaciones están basadas en la conceptualización del negocio a través de una ontología y la propuesta de diferentes tipos de patrones que sirven como modelos de referencia en su significado. Existen patrones para modelos de negocio, arquitecturas empresariales y componentes de procesos. Estos patrones han sido usados ampliamente en casos de la vida real, particularmente en hospitales, generando enorme beneficios que han sido documentados en diversas publicaciones.

## Educación

### Alemania
En Alemania, la Universidad de Steinbeis ofrece un programa académico de Ingeniería de Negocios. Combina elementos de ciencia, administración de negocios, finanzas y economía. A los graduados se les otorga el título académico de Magíster en Ingeniería de Negocios (MBE) después de finalizar dos años de estudios. Usualmente es requerido poseer un título de ingeniero para poder ser seleccionado en el programa.

### Bélgica
En Bélgica, las universidades ofrecen un programa en ingeniería de negocios. Estos estudios combinan ciencias de la administración, finanzas, economía, matemática y ciencias de la tecnología principalmente. También pueden incluir ciencias de la computación como también ciencias sociales (ética y leyes) y lenguas extranjeras. Se componen por una Licenciatura en Ciencias que son seguidas por un grado de Magíster seguido del título Ingeniero de Negocios. Este grado de magíster (Ms/Msc; de 2 años) conduce a la especialización en diversas áreas como marketing cuantitativo, TI, innovación y emprendimiento, investigación de operaciones, etc. A los graduados se les otorga al final de 5 años (o más) el diploma de Magíster en Ciencias en Ingeniería de Negocios.
Las universidades que ofrecen este programa son la Universidad libre de Bruselas, la Universidad Católica de Lovaina y la Universidad de Lieja, entre otras.

### Canadá
La Universidad de Waterloo fue el anfitrión de las Competencias de Ingeniería de Ontario en enero de 2010 con el tema Redefiniendo la Ingeniería. El objetivo de esta competencia es introducir aspectos de la ingeniería de negocios y la eco-innovación a la competencia. Como las labores de la ingeniería se han expandido durante los años incluyendo mucho más que diseñar proyectos, los competidores también deben expandirse.
La Universidad de Toronto ofrece un minor en ingeniería de negocios.

### Perú
La Universidad Peruana de Investigación y Negocios y la Universidad Santo Domingo de Guzmán ofrecen la formación de Ingenieros de Negocios. Los graduados obtienen el título profesional de Ingeniero de Negocios.

### Chile
A nivel de pregrado, su equivalente es la ingeniería comercial, de la cual son creadores del concepto.
La Universidad de Chile ofrece un programa académico en Ingeniería de Negocios a través de su Departamento de Ingeniería Industrial (DII) de la Facultad de Ciencias Físicas y Matemáticas (FCFM) desde 2003. El programa, tal como en Bélgica y Alemania, combina administración de negocios, finanzas, economía, ciencias de la información, entre otros. También incluye Arquitectura Empresarial, Arquitectura de Procesos de Negocios, Modelamiento y (Re)diseño. Su característica distintiva es la integración sistemática de estas disciplinas utilizando una aproximación basada en una ontología y patrones que permiten formalizar una guía para el diseño de procesos de negocio. Posee una sólida base teórica y un enfoque práctico a través del desarrollo de proyectos dentro de una organización pública o privada. Lo anterior, permite a los profesionales integrar la gestión y tecnología, cuya especialidad esta en diseñar modelos, procesos y prácticas de negocios a partir de las oportunidades que ofrecen las Tecnologías de la Información (TI). Cientos de proyectos han sido desarrollados desde 2003, produciendo una validación del enfoque propuesto para el diseño y generación de conocimiento que ha sido formalizado y aplicado a nuevos proyectos. El trabajo del MBE está orientado a generar herramientas que permitan diseñar procesos de forma consistente y alineada con el contexto de negocio, incluyendo el apoyo TI requerido para su ejecución. Este trabajo de se puede agrupar 3 áreas principales: Patrones de Arquitectura y Procesos de Negocios, Salud Pública y Tecnología de Ejecución de Procesos.
Los graduados obtienen el grado académico de Magíster en Ingeniería de Negocios con Tecnología de la Información (MBE, utilizando sus siglas en inglés) después de tomar los cursos respectivos del programa y completar de manera exitosa sus proyectos (4 semestres aproximadamente).

### Finlandia
La Universidad de Oulu en Ciencias Aplicadas ofrece especialización avanzada a través de un diploma en Ingeniería de Negocios. El objetivo del programa es educar a ingenieros para trabajar en diferentes áreas y proveer estudiantes con la experiencia requerida en compañías internacionales.

### México
El Instituto Tecnológico Autónomo de México ofrece la carrera de Ingeniería en Negocios, combinando materias de ingeniería industrial y operaciones, economía, finanzas, matemáticas, administración, estadística, así como de estudios generales (ética y filosofía). Esta carrera es un programa compartido entre la División Académica de Administración y Contaduría y la División Académica de Ingeniería. Además la Universidad de Guadalajara ha dispuesto la oferta para esta ingeniería a partir de septiembre del 2018 en su Centro Universitario de Ciencias Económico Administrativas. Su plan de estudios incluye materias de economía, finanzas, administración, ingeniería industrial, ciencias sociales, entre otras. En puebla, la Universidad Iberoamericana y el Tecnológico de Monterrey ofrecen esta licenciatura.
En el año 2009, el Tecnológico Nacional de México, sistema conformado en la actualidad por 254 institutos de educación superior, introduce a su catálogo académico a nivel licenciatura el programa educativo de Ingeniería en Gestión Empresarial, dicho programa atiende las demandas de un perfil de egreso alineado a las necesidades ingenieriles y económico-administrativo por parte de los sectores productivos en el país. Contribuye en la gestión de empresas y la innovación de procesos; de la misma forma en los sistemas estratégicos de negocios se involucra la parte del diseño, la implementación y la valoración de los mismos, así como la sustentabilidad, la responsabilidad social y la ética profesional, en un entorno global. 
El Ingeniero en Gestión Empresarial (IGE) contempla en su campo laboral las áreas de producción, contabilidad y finanzas, economía, capital humano, mercadotecnia, seguridad e higiene, gestión de la producción, marco legal, ingeniería de operaciones y económica, gestión de la calidad, fungiendo como director, asesor o consultor de organizaciones, encargarse de la gestión y administración de organizaciones, públicas y privadas, formular productos de inversión, operación y apertura de mercados. Además, es capaz de generar investigación, impartir cátedra académica y operar sistemas de inteligencia de negocios.
En el Estado de Sonora, uno de los institutos del Sistema Tecnológico Nacional de México que oferta Ingeniería en Gestión Empresarial dentro de su oferta académica desde el nacimiento de esta en el sistema TecNM (2009), es el Instituto Tecnológico Superior de Cajeme (ITESCA), ubicado en el Municipio de Cajeme, tecnológico del cual se han egresado 207 estudiantes desde la primera generación (2014) con especialidad en Análisis Financiero, así como en Negocios y Manufactura.

### El Salvador
La Escuela Superior de Economía y Negocios (ESEN) ofrece el programa de Ingeniería de Negocios, el cual combina conceptos básicos y concretos de ingeniería industrial, economía, administración de empresa, TIC, energía renovable y computación. La carrera se caracteriza por ofrecer materias que ayuden al ingeniero a tener un amplio conocimiento de las nuevas ciencias que están globalizando al mundo; además, intenta cambiar la mentalidad cuadrada que muchos ingenieros de otras ramas poseen. En el 2009, inicia la carrera de Ingeniería de Negocios la cual forma profesionales enfocados a resolver problemas en la empresa desde una perspectiva sistémica, modelando y analizando las complejas interrelaciones entre recursos, personas e información, e integrando el conocimiento de la ciencia de la ingeniería ─lo cuantitativo y analítico─ con un sentido de los negocios. El programa de Ingeniería de Negocios sigue un esquema similar al de los mejores programas de ingeniería industrial e incorpora sólidos conocimientos en las áreas de economía, negocios, liderazgo, innovación y tecnologías de la información. La carrera posee una duración de 5 años con la posibilidad que en el tercer ciclo del 4.º año, pueda estudiar en Alemania, Chile, Estados Unidos y México siempre y cuando su CUM sea igual o mayor a 8.0.

## Perfil del ingeniero empresarial
El ingeniero empresarial entiende los retos de una organización y los resuelve por medio de decisiones estratégicas, la puesta en marcha de iniciativas y la aplicación de tecnologías que garantizan el avance hacia los objetivos definidos en un mercado global y competitivo, tanto identificando oportunidades para mejorar y optimizar los procesos empresariales como liderando proyectos de evolución tecnológica.
Los ingenieros empresariales son aquellos profesionales con espíritu emprendedor, competentes y planificadores a la vanguardia de la tecnología para implementar soluciones empresariales, creatividad para dirigir negocios nacionales e internacionales y con abundante fortaleza para asumir responsabilidades tales como iniciar un negocio o llevar a la empresa a un crecimiento rentable y sostenible.

### Campo Ocupacional
- Director ejecutivo
- Gerencia de ingeniería de proyectos
- Gerencia de ingeniería de producción
- Control de calidad
- Gestión financiera
- Gestión empresarial
- Consultor de emprendimientos empresariales
- Analista de problemas empresariales
- Seguridad y Salud laboral
- Gerente de operaciones y logística
- Gestión tecnológica e innovación
- Director de transformación Digital